# 巨型病毒
巨型病毒（Megavirus）是繼擬菌病毒和馬賽病毒後，於智利海岸水域中發現的又一種巨大病毒，因為該病毒是當時發現的最大的病毒，且該病毒株發現於智利海域，因此該病毒株被命名為 Megavirus chiliensis。
雖然發現於鹽水海域中，巨型病毒經研究後被發現也能夠在淡水的變形蟲細胞內進行複製繁殖。

### 基因組測序
經過基因組測序發現，巨型病毒是一種長 1,259,197 bp (NC_016072)、G/C 含量較低(25.2%)、含有 1,123 個基因、編碼 1,120 個蛋白質的線性雙鏈DNA 巨大病毒。

### 外觀
對該病毒外形的研究顯示，該病毒衣殼也是類似二十面體結構，與擬菌病毒一樣，衣殼外被長約 75 nm 的纖維毛；電鏡測量該病毒衣殼直徑約為 440 nm，由於進行電鏡觀察的處理會使病毒衣殼縮水約 20%，因此該病毒衣殼實際約為 520 nm，加上表面纖維毛，該病毒體積約為 680 nm。

## 巨型病毒與擬菌病毒
對該病毒核酸和蛋白質進行分析，並與擬菌病毒比較發現，M. chiliensis 中 77% 的蛋白質編碼區(coding sequences, CDSs)與擬菌病毒同源，其編碼的 1,120 個蛋白質中 594 個蛋白質與擬菌病毒同源，分別占各自所有蛋白質的 50% 左右；M. chiliensis 含有 7 個氨醯-tRNA合成酶，比擬菌病毒還要多出 3 個，為目前含有 tRNA 合成酶最多的病毒；M.chiliensis 也存在 DNA修復酶、拓撲異構酶以及很多與蛋白質、糖類等折疊修飾相關的酶系統。